# 15a cerimònia dels Lumières
La 15a cerimònia dels Lumières de la Premsa Internacional, va tenir lloc el 15 de gener de 2010 a l'Auditori de l'Ajuntament de París i estava presidit per Régis Wargnier i moderat per la periodista Estelle Martin.
Es va retre homenatge a Jocelyn Quivrin, que va morir el 15 de novembre de 2009, i que havia estat guardonada al 2008 com a Millor actor revelació.

## Guanyadors i nominats
Els guanyadors s'indiquen en negreta.
| Millor pel·lícula - Welcome de Philippe Lioret - Un profeta de Jacques Audiard - En el centre de la tempesta de Bertrand Tavernier - Coco, de la rebel·lia a la llegenda de Chanel, d'Anne Fontaine - À l'origine de Xavier Giannoli | Millor director - Jacques Audiard per Un profeta - Bertrand Tavernier per En el centre de la tempesta - Anne Fontaine per Coco, de la rebel·lia a la llegenda de Chanel - Philippe Lioret per Welcome - Xavier Giannoli per À l'origine |
| Millor actor - Tahar Rahim pel paper de Malik El Djebena dans Un profeta - François Cluzet pel paper de Paul / « Philippe Miller » a À l'origine - Yvan Attal pel paper de Stanislas Graff a Rapt - Vincent Lindon pel paper de Simon Calmat a Welcome - Romain Duris pel paper de Daniel a Persécution | Millor actriu - Isabelle Adjani pel paper de Sonia Bergerac a La Journée de la jupe - Dominique Blanc per L'Autre - Valeria Bruni Tedeschi per Les Regrets - Sandrine Kiberlain per Mademoiselle Chambon - Audrey Tautou per Coco, de la rebel·lia a la llegenda de Chanel |
| Millor actor revelació - Vincent Lacoste i Anthony Sonigo pels papers de Hervé i Camel a Les Beaux Gosses - Firat Ayverdi per Welcome de Philippe Lioret - Maxime Godart per El petit Nicolau de Laurent Tirard - Samy Seghir per Neuilly sa mère ! de Gabriel Julien-Laferrière | Millor actriu revelació - Pauline Étienne pel paper de Laure a Qu'un seul tienne et les autres suivront - Mati Diop per 35 Rhums de Claire Denis - Garance Le Guillermic per Le Hérisson de Mona Achache - Julie Sokolowski per Hadewijch de Bruno Dumont - Christa Theret per LOL (Laughing Out Loud) de Lisa Azuelos                                                              |
| Millor pel·lícula francòfona - J'ai tué ma mère de Xavier Dolan (Quebec) - 1 journée de Jacob Berger (Suïssa, França) - Après l'océan d'Eliane de Latour (França, Regne Unit, Costa d'Ivori) - Elève libre de Joachim Lafosse (Bèlgica, França) - Où est la main de l'homme sans tête de Stéphane Malandrin, Guillaume Malandrin (Bèlgica, Països Baixos, França) - Les Saignantes de Jean-Pierre Bekolo (Camerun, França) | Millor guió - Mia Hansen-Løve per Le Père de mes enfants - Jacques Audiard, Abdel Raouf Dafri, Thomas Bidegain, Nicolas Peufaillit per Un profeta - Philippe Lioret, Emmanuel Courcol, Olivier Adam per Welcome - Radu Mihaileanu, Alain-Michel Blanc, Matthew Robbins, Hector Cabello Reyes, Thierry Degrandi per El concert - Mathias Gokalp, Nadine Lamari per Rien de personnel |
| Millor fotografia - 'Glynn Speeckaert per À l'origine | Premi del Públic Mundial (atorgat per TV5 Monde) - Où est la main de l'homme sans tête de Guillaume i Stéphane Malandrin |